# 2015年のメジャーリーグベースボール
2015年のメジャーリーグベースボール（2015ねんのメジャーリーグベースボール）では2015年のメジャーリーグベースボール（MLB）の出来事における動向をまとめる。
2014年のメジャーリーグベースボール - 2015年のメジャーリーグベースボール - 2016年のメジャーリーグベースボール

## できごと

### 1月
- 7日
  - ニューヨーク・ヤンキースはFAのスティーブン・ドリューと1年の再契約を結んだ[1]。
- 16日
  - トロント・ブルージェイズからFAの川﨑宗則がブルージェイズとマイナー契約を結んだ[2]。
- 19日
  - ワシントン・ナショナルズはFAのマックス・シャーザーと7年契約を結んだことを発表した[3]。
  - ワシントン・ナショナルズは、前広島東洋カープのキラ・カアイフエとマイナー契約を結んだ[4]。
  - サンフランシスコ・ジャイアンツは、カンザスシティ・ロイヤルズからFAの青木宣親と1年契約を結んだ[5]。
- 29日
  - マイアミ・マーリンズは、ヤンキースからFAのイチローと1年契約を結んだ[6]。
- 30日
  - アトランタ・ブレーブスは、エリック・スタルツとマイナー契約を結んだ[7]。
  - ボストン・レッドソックスは元福岡ソフトバンクホークスのブライアン・ラヘア、クインティン・ベリー、デイナ・イブランド、フェリペ・ポーリーノ、ハンベルト・キンテーロとマイナー契約[8]、またアレクシー・オガンドと1年契約を結んだ[9]。

### 2月
- 2日
  - シンシナティ・レッズは、ロサンゼルス・ドジャースからFAのポール・マホームとマイナー契約を結んだ[10]。
- 12日
  - シアトル・マリナーズは、ミルウォーキー・ブルワーズからFAのリッキー・ウィークスと1年契約を結んだ[11]。
- 13日
  - サンディエゴ・パドレスは、ロイヤルズからFAのジェームズ・シールズと4年契約を結んだ[12]。
- 17日
  - ニューヨーク・ヤンキースは、ホルヘ・ポサダの背番号「20」、アンディ・ペティットの「46」、バーニー・ウィリアムスの「51」を永久欠番とすることを発表した[13]。

### 4月
- 4日
  - MLB機構はミネソタ・ツインズのアービン・サンタナから薬物規定違反を犯したとして、80試合の出場停止処分を下した[14]。
- 5日
  - カンザスシティ・ロイヤルズは、ヨーダノ・ベンチュラと5年契約を結んだ[15]。
- 9日
  - ピッツバーグ・パイレーツは、ジョシュ・ハリソンと2018年まで4年契約を結んだ[16]。
- 28日
  - テキサス・レンジャーズは、ジョシュ・ハミルトンを獲得した[17]

### 5月
- 3日
  - ミルウォーキー・ブルワーズが監督のロン・レネキーを解任。後任にクレイグ・カウンセルが就任した[18]。
- 5日
  - ロサンゼルス・エンゼルスのカルロス・ペレスが史上4人目となるデビュー戦でのサヨナラ本塁打を記録[19][20]。
- 13日
  - ロサンゼルス・エンゼルス・オブ・アナハイムは、ヒューストン・ストリートと2017年までの2年の延長契約を結んだ[21]。
- 17日
  - テキサス・レンジャーズは藤川球児を40人枠から外した[22]。
  - マイアミ・マーリンズは、監督のマイク・レドモンド、コーチのロブ・リアリー（英語版）を解任。後任にGMのダン・ジェニングスが就任した[23]。

### 6月
- 25日
  - アトランタ・ブレーブスのニック・マーケイキスがワシントン・ナショナルズ戦で失策を犯し、外野手の連続試合無失策記録が398試合で止まった[24]。

### 7月
- 11日
  - マイアミ・マーリンズは、サンフランシスコ・ジャイアンツから戦力外のケーシー・マギーとメジャー契約で合意[25]。
- 14日
  - オールスターゲームがグレート・アメリカン・ボール・パークで行われ、ア・リーグが6対3で勝利。MVPはロサンゼルス・エンゼルス・オブ・アナハイムのマイク・トラウトで、史上初の2年連続受賞[26]。
- 23日
  - ヒューストン・アストロズは交換トレードでオークランド・アスレチックスのスコット・カズミアーを獲得したことを発表[27]。
- 27日
  - コロラド・ロッキーズのトロイ・トゥロウィツキーとトロント・ブルージェイズのホセ・レイエスが交換トレード[28]。
- 7月29日
  - テキサス・レンジャーズはマット・ハリソンとマイナー5選手との交換トレードで、フィラデルフィア・フィリーズのコール・ハメルズ、ジェイク・ディークマンを獲得したと発表した[29]。
- 30日
  - ワシントン・ナショナルズは交換トレードでフィラデルフィア・フィリーズのジョナサン・パペルボンを獲得した[30]。
  - トロント・ブルージェイズは交換トレードで、デトロイト・タイガースのデビッド・プライスを獲得した[31]。
- 31日
  - ニューヨーク・メッツはマイナー2選手との交換トレードで、デトロイト・タイガースのヨエニス・セスペデスを獲得した[32]。

### 8月
- 27日
  - シカゴ・カブスは、シアトル・マリナーズから戦力外のフェルナンド・ロドニーを獲得[33]。

### 9月
- 12日
  - MLB機構はセントルイス・カージナルスのコディ・スタンリー（英語版）が薬物規定違反をしたとして、80試合出場停止処分を下した[34]。
- 24日
  - カンザスシティ・ロイヤルズが30年ぶり7度目の地区優勝を決める[35]。
- 26日
  - ニューヨーク・メッツが9年ぶり6回目の地区優勝を決める[36]。シカゴ・カブスが2003年以来となるワイルドカード進出を決める。
- 29日
  - ロサンゼルス・ドジャースが3年連続14回目の地区優勝を決める[37]。
- 30日
  - トロント・ブルージェイズが22年ぶり6回目の地区優勝を決め、最も長かったプレーオフに進出しなかった年数に終止符を打った。セントルイス・カージナルスが3年連続13回目の地区優勝を決め、同地区2位のピッツバーグ・パイレーツがワイルドカード進出を決める。

### 10月
- 1日
  - ニューヨーク・ヤンキースがボストン・レッドソックスを4-1で破り、3年ぶりのプレーオフ進出(ワイルドカード)を決めた。
- 4日
  - テキサス・レンジャーズがロサンゼルス・エンゼルスを9-2で破り、シーズン最終戦で4年ぶり6回目の地区優勝を決めた。この結果によりヒューストン・アストロズが10年ぶりに（ア・リーズ移籍後は初めて）ワイルドカードによるプレーオフ進出を決めた。
- 6日
  - マイアミ・マーリンズは、イチローと1年契約を結んだことを発表した[38]。
- 13日
  - ナ・リーグ地区シリーズ第4戦がシカゴで行われ、シカゴ・カブスがセントルイス・カージナルスを6-4で下し、リーグ優勝決定シリーズ進出が決定[39]。
- 14日
  - ア・リーグ地区シリーズ第5戦がカンザスシティで行われ、カンザスシティ・ロイヤルズがヒューストン・アストロズを7-2で下し、リーグ優勝決定シリーズ進出が決定[40]またトロント・ブルージェイズがテキサス・レンジャーズを6-3で下し、リーグ優勝決定シリーズ進出が決定[41]。
- 15日
  - ナ・リーグ地区シリーズ第5戦がロサンゼルスで行われ、ニューヨーク・メッツがロサンゼルス・ドジャースを3-2で下し、リーグ優勝決定シリーズ進出が決定[42]。
- 21日
  - ナ・リーグ優勝決定シリーズの第4戦がシカゴで行われ、ニューヨーク・メッツがシカゴ・カブスに8-3で勝利し、15年ぶり5回目のリーグ優勝を達成[43]。
- 23日
  - ア・リーグ優勝決定シリーズの第6戦がカンザスシティで行われ、カンザスシティ・ロイヤルズがトロント・ブルージェイズに4-3で勝利し、2年連続4回目のリーグ優勝を達成[44]。

### 11月
- 1日
  - ワールドシリーズ第5戦がニューヨークで行われ、カンザスシティ・ロイヤルズがニューヨーク・メッツを7-2で下し、30年ぶり2度目の世界一を達成[45]。
- 2日
  - マイアミ・マーリンズは新監督にドン・マッティングリーが就任したことを発表[46]。
- 6日
  - シアトル・マリナーズとタンパベイ・レイズが3対3のトレード。マリナーズはネイサン・カーンズ、C・J・リーフェンハウザー、レイズはローガン・モリソン、ブラッド・ミラー、ダニー・ファークアーを獲得[47]。
- 11日
  - ニューヨーク・ヤンキースのジョン・マーフィーと、ミネソタ・ツインズのアーロン・ヒックスが交換トレード[48]。
- 12日
  - アトランタ・ブレーブスは、アンドレルトン・シモンズをトレードでロサンゼルス・エンゼルスに放出し、エリック・アイバーを獲得したことを発表[49]。
- 13日
  - ボストン・レッドソックスはトレードでクレイグ・キンブレルを獲得したことを発表[50]。
- 14日
  - フィラデルフィア・フィリーズは、アリゾナ・ダイヤモンドバックスのジェレミー・ヘリクソンをトレードで獲得したことを発表[51]。
- 16日
  - ニューヨーク・ヤンキースは、ブルペンコーチにマイク・ハーキーの就任を発表[52]。
  - シアトル・マリナーズは、テキサス・レンジャーズのトム・ウィルヘルムセンらとの交換トレードでレオニス・マルティンを獲得したことを発表[53]。
  - サンディエゴ・パドレスは、打撃コーチにアラン・ジンターが就任したことを発表[54]。
- 20日
  - トロント・ブルージェイズは、ニューヨーク・ヤンキースのリアム・ヘンドリックスとの交換トレードでジェシー・チャベスを獲得したことを発表[55]。
- 23日
  - ロサンゼルス・ドジャースは、デーブ・ロバーツの監督就任を発表[56]。
- 25日
  - オークランド・アスレチックスは、ヒューストン・アストロズとのトレードでジェド・ロウリーを獲得したことを発表[57]。
  - シカゴ・ホワイトソックスは、コロラド・ロッキーズとのトレードでトミー・ケインリーを獲得したことを発表[58]。
- 26日
  - アトランタ・ブレーブスは、サンディエゴ・パドレスからFAのバド・ノリスを獲得。
  - シカゴ・ホワイトソックスは、デトロイト・タイガースからFAのアレックス・アビラを獲得[59]。
- 27日
  - アリゾナ・ダイヤモンドバックスは、元埼玉西武ライオンズのアンソニー・セラテリとマイナー契約を結んだ[60]。
  - ロサンゼルス・エンゼルスは、ブルペンコーチにスコット・ラディンスキー（英語版）が就任したことを発表[61]。
- 28日
  - トロント・ブルージェイズは、ピッツバーグ・パイレーツからFAのJ.A.ハップと3年契約を結んだことを発表。ハップは2014年以来の復帰[62]。

### 12月
- 1日
  - デトロイト・タイガースは、ワシントン・ナショナルズからFAのジョーダン・ジマーマンと5年契約を結んだことを発表した[63]。
  - ミネソタ・ツインズは、韓国のネクセン・ヒーローズからポスティングシステムを使用した朴炳鎬と4年契約を結んだことを発表した[64]。
- 2日
  - サンディエゴ・パドレスは、2016年度の監督・コーチ人事を発表。2007年に北海道日本ハムファイターズに所属したアンディ・グリーンが新監督、マーク・マグワイアがベンチコーチに就任した[65]。
- 3日
  - トロント・ブルージェイズは、GMにロス・アトキンスが就任したことを発表した[66]。
  - シアトル・マリナーズは、サンフランシスコ・ジャイアンツからFAの青木宣親と1年契約で合意したことを発表。背番号は8[67]。
- 4日
  - デトロイト・タイガースは、ミネソタ・ツインズからFAのマイク・ペルフリーと2年契約で合意したことを発表[68]。
  - ボストン・レッドソックスは、トロント・ブルージェイズからFAのデビッド・プライスと7年契約を結んだことを発表。背番号は24[69]。
  - マイアミ・マーリンズは、2016年度の監督・コーチ人事を発表。バリー・ボンズが打撃コーチに就任した[70]。
- 6日
  - サンフランシスコ・ジャイアンツは、シカゴ・ホワイトソックスからFAのジェフ・サマージャと5年契約で合意[71]。
- 7日
  - ボルチモア・オリオールズがFAのダレン・オデイと4年契約を結んだことを発表[72]。
- 8日
  - アリゾナ・ダイヤモンドバックスは、ロサンゼルス・ドジャースからFAのザック・グレインキーと6年契約を結んだことを発表[73]。12月11日にアリゾナで入団会見が行われた。背番号は21[74]。またアトランタ・ブレーブスのエンダー・インシアーテ、アーロン・ブレアー、ダンズビー・スワンソンとの交換トレードでゲイブ・スパイアーとシェルビー・ミラーを獲得したことを発表[75]。
  - セントルイス・カージナルスのジョン・ジェイとサンディエゴ・パドレスのジェド・ジョーコが交換トレード[76]。
- 9日
  - シアトル・マリナーズは、ミルウォーキー・ブルワーズのアダム・リンドを交換トレードで獲得した[77]。
  - ニューヨーク・メッツのジョン・ニースと、ピッツバーグ・パイレーツのニール・ウォーカーが交換トレード[78]。
- 10日
  - ロサンゼルス・エンゼルスのトレバー・ゴットらと、ワシントン・ナショナルズのユネル・エスコバーが交換トレード[79]。
- 14日
  - シアトル・マリナーズは、セントルイス・カージナルスからFAのスティーブ・シシェックと2年契約で合意[80]。
  - ニューヨーク・メッツは、バディ・カーライルとマイナー契約を結んだ[81]。
  - サンフランシスコ・ジャイアンツは、カンザスシティ・ロイヤルズからFAのジョニー・クエトと6年契約を結んだ[82]。
- 15日
  - テキサス・レンジャーズは、前東京ヤクルトスワローズのトニー・バーネットと2年契約を結んだ[83]。また、ブライアン・シコースキーのスカウト就任も発表した[84]。
- 16日
  - シカゴ・ホワイトソックスは、トレードでトッド・フレイジャーを獲得した[85]。
  - クリーブランド・インディアンスは、テキサス・レンジャーズからFAのマイク・ナポリと1年契約で合意[86]。
  - ニューヨーク・メッツは、FAのバートロ・コローンと1年契約を結んだ[87]。
- 17日
  - シアトル・マリナーズは、FAの岩隈久志と1年契約を結んだ[88]。
- 18日
  - デトロイト・タイガースは、クリーブランド・インディアンスからFAのマイク・アビレスと1年契約で合意[89]。
  - テキサス・レンジャーズはFAのコルビー・ルイスと1年契約を結んだことを発表。
  - ピッツバーグ・パイレーツは、サンフランシスコ・ジャイアンツからFAのライアン・ボーグルソンと1年契約を結んだことを発表[90]。
- 21日
- ボストン・レッドソックスは、ウェイド・ボッグスが着けていた背番号26を永久欠番とした[91]。
- 22日
  - ニューヨーク・メッツは、FAのアレハンドロ・デアザと1年契約を結んだ[92]。
  - セントルイス・カージナルスは、サンフランシスコ・ジャイアンツからFAのマイク・リークと5年契約を結んだ[93]。
- 23日
  - ピッツバーグ・パイレーツは、タンパベイ・レイズからFAのジョン・ジェイソと2年契約を結んだ[94]。
- 25日
  - ワシントン・ナショナルズは、ニューヨーク・メッツからFAのダニエル・マーフィーと3年契約を結んだ[95]。
- 29日
  - ニューヨーク・ヤンキースは、シンシナティ・レッズのアロルディス・チャップマンをマイナー4選手とのトレードで獲得した[96]。
- 30日
  - ロサンゼルス・ドジャースは、ヒューストン・アストロズからFAのスコット・カズミアーと3年契約で合意[97]。

## 達成された記録

### 打者の記録
- 5月01日 - ニューヨーク・ヤンキースのアレックス・ロドリゲスが通算600本塁打[98]
- 5月17日 -  デトロイト・タイガースのミゲル・カブレラが通算400本塁打、史上53人目[99]
- 6月18日 - ボストン・レッドソックスのブロック・ホルトがアトランタ・ブレーブス戦でサイクルヒット。レッドソックスからは1996年以来[100]。
- 6月19日 - ニューヨーク・ヤンキースのアレックス・ロドリゲスがデトロイト・タイガース戦で通算3000本安打をホームランで達成、史上29人目[101]。
- 6月19日 - アトランタ・ブレーブスのニック・マーケイキスが外野手の連続試合無失策記録を393試合に更新[102]。
- 6月27日 - テキサス・レンジャーズのプリンス・フィルダーが通算300本塁打。親子での達成は史上2組目[103]。
- 7月21日 - テキサス・レンジャーズの秋信守が韓国人メジャーリーガー史上初のサイクルヒットを達成[104]。
- 8月03日 - テキサス・レンジャーズのエイドリアン・ベルトレが史上4人目となる3度目のサイクルヒットを達成[105]。
- 8月14日 - サンディエゴ・パドレスのマット・ケンプがサイクルヒットを達成[106]。
- 8月25日 -  マイアミ・マーリンズのイチローがMLB通算10,000打席を達成[107]。
- 8月31日 - マイアミ・マーリンズのイチローがNPB/MLB通算2000得点を達成[108]。
- 9月12日 - ボストン・レッドソックスのデビッド・オルティーズが史上27人目の通算500本塁打を達成[109]。

### 投手の記録
- 6月09日 - サンフランシスコ・ジャイアンツのクリス・ヘストンがニューヨーク・メッツ戦でノーヒットノーラン[110]。
- 6月21日 - ワシントン・ナショナルズのマックス・シャーザーがピッツバーグ・パイレーツ戦でノーヒットノーランを達成[111]。
- 7月25日 - フィラデルフィア・フィリーズのコール・ハメルズがシカゴ・カブス戦でノーヒットノーランを達成[112]。
- 8月12日 - シアトル・マリナーズの岩隈久志がボルチモア・オリオールズ戦でノーヒットノーラン達成。日本人では2001年の野茂英雄以来史上2人目[113]。
- 8月15日 -  シアトル・マリナーズの岩隈久志が8月18日のテキサス・レンジャーズ戦（7回2失点）でNPB/MLB通算150勝[114]。
- 8月21日 - ヒューストン・アストロズのマイク・ファイヤーズがロサンゼルス・ドジャース戦でノーヒットノーラン達成[115]。
- 8月30日 - シカゴ・カブスのジェイク・アリエータがロサンゼルス・ドジャース戦でノーヒットノーランを達成[116]。
- 9月10日 - ニューヨーク・メッツのバートロ・コローンが31イニング無失点で、サイ・ヤングの持つ42歳以上での記録を更新。[117]。
- 10月3日 - ワシントン・ナショナルズのマックス・シャーザーがシーズン2度目のノーヒットノーラン。1シーズン2度の達成は史上6人目[118]。

### その他の記録
- 10月1日 - ニューヨーク・ヤンキースがボストン・レッドソックス戦で、MLB通算1万勝。

## 試合結果

### レギュラーシーズン
- 太字はポストシーズン進出チーム

| 順     | チーム                                     | 勝利   | 敗戦   | 勝率   | G差    |
| 東地区 | 東地区                                     | 東地区 | 東地区 | 東地区 | 東地区 |
| ------ | ------------------------------------------ | ------ | ------ | ------ | ------ |
| 1      | トロント・ブルージェイズ                   | 93     | 69     | .574   | –      |
| 2      | ニューヨーク・ヤンキース                   | 87     | 75     | .537   | 6.0    |
| 3      | ボルチモア・オリオールズ                   | 81     | 81     | .500   | 12.0   |
| 4      | タンパベイ・レイズ                         | 80     | 82     | .494   | 13.0   |
| 5      | ボストン・レッドソックス                   | 78     | 84     | .481   | 15.0   |
| 中地区 |                                            |        |        |        |        |
| 1      | カンザスシティ・ロイヤルズ                 | 95     | 67     | .586   | –      |
| 2      | ミネソタ・ツインズ                         | 83     | 79     | .512   | 12.0   |
| 3      | クリーブランド・インディアンス             | 81     | 80     | .503   | 13.5   |
| 4      | シカゴ・ホワイトソックス                   | 76     | 86     | .469   | 19.0   |
| 5      | デトロイト・タイガース                     | 74     | 87     | .460   | 20.5   |
| 西地区 |                                            |        |        |        |        |
| 1      | テキサス・レンジャーズ                     | 88     | 74     | .543   | –      |
| 2      | ヒューストン・アストロズ                   | 86     | 76     | .531   | 2.0    |
| 3      | ロサンゼルス・エンゼルス・オブ・アナハイム | 85     | 77     | .525   | 3.0    |
| 4      | シアトル・マリナーズ                       | 76     | 86     | .469   | 12.0   |
| 5      | オークランド・アスレチックス               | 68     | 94     | .420   | 20.0   |

| 順     | チーム                         | 勝利   | 敗戦   | 勝率   | G差    |
| 東地区 | 東地区                         | 東地区 | 東地区 | 東地区 | 東地区 |
| ------ | ------------------------------ | ------ | ------ | ------ | ------ |
| 1      | ニューヨーク・メッツ           | 90     | 72     | .556   | –      |
| 2      | ワシントン・ナショナルズ       | 83     | 79     | .512   | 7.0    |
| 3      | マイアミ・マーリンズ           | 71     | 91     | .438   | 19.0   |
| 4      | アトランタ・ブレーブス         | 67     | 95     | .414   | 23.0   |
| 5      | フィラデルフィア・フィリーズ   | 63     | 99     | .389   | 27.0   |
| 中地区 |                                |        |        |        |        |
| 1      | セントルイス・カージナルス     | 100    | 62     | .617   | –      |
| 2      | ピッツバーグ・パイレーツ       | 98     | 64     | .605   | 2.0    |
| 3      | シカゴ・カブス                 | 97     | 65     | .599   | 3.0    |
| 4      | ミルウォーキー・ブルワーズ     | 68     | 94     | .420   | 32.0   |
| 5      | シンシナティ・レッズ           | 64     | 98     | .395   | 36.0   |
| 西地区 |                                |        |        |        |        |
| 1      | ロサンゼルス・ドジャース       | 92     | 70     | .568   | –      |
| 2      | サンフランシスコ・ジャイアンツ | 84     | 78     | .519   | 8.0    |
| 3      | アリゾナ・ダイヤモンドバックス | 79     | 83     | .488   | 13.0   |
| 4      | サンディエゴ・パドレス         | 74     | 88     | .457   | 18.0   |
| 5      | コロラド・ロッキーズ           | 68     | 94     | .420   | 24.0   |

### オールスターゲーム
| 日付                        | ビジター球団（先攻） | スコア | ホーム球団（後攻） | 開催球場                             |
| --------------------------- | -------------------- | ------ | ------------------ | ------------------------------------ |
| 7月14日                     | アメリカンリーグ     | 6-3    | ナショナルリーグ   | グレート・アメリカン・ボール・パーク |
| MVP：マイク・トラウト (LAA) |                      |        |                    |                                      |

### ポストシーズン

#### ワイルドカードプレーオフ
アメリカン・リーグ（10月6日）
- ヒューストン・アストロズ 3 - 0 ニューヨーク・ヤンキース

ナショナル・リーグ（10月7日）
- シカゴ・カブス 4 - 0 ピッツバーグ・パイレーツ

#### ディビジョンシリーズ

##### アメリカンリーグ
- カンザスシティ・ロイヤルズ 3勝2敗 ヒューストン・アストロズ

| 日付                             | 試合  | ビジター球団（先攻）       | スコア | ホーム球団（後攻）         | 開催球場               |
| -------------------------------- | ----- | -------------------------- | ------ | -------------------------- | ---------------------- |
| 10月8日                          | 第1戦 | ヒューストン・アストロズ   | 5-2    | カンザスシティ・ロイヤルズ | カウフマン・スタジアム |
| 10月9日                          | 第2戦 | ヒューストン・アストロズ   | 4-5    | カンザスシティ・ロイヤルズ | カウフマン・スタジアム |
| 10月11日                         | 第3戦 | カンザスシティ・ロイヤルズ | 2-4    | ヒューストン・アストロズ   | ミニッツメイド・パーク |
| 10月12日                         | 第4戦 | カンザスシティ・ロイヤルズ | 9-6    | ヒューストン・アストロズ   | ミニッツメイド・パーク |
| 10月14日                         | 第5戦 | ヒューストン・アストロズ   | 2-7    | カンザスシティ・ロイヤルズ | カウフマン・スタジアム |
| 勝者：カンザスシティ・ロイヤルズ |       |                            |        |                            |                        |

- トロント・ブルージェイズ 3勝2敗 テキサス・レンジャーズ

| 日付                           | 試合  | ビジター球団（先攻）     | スコア | ホーム球団（後攻）       | 開催球場                                   |
| ------------------------------ | ----- | ------------------------ | ------ | ------------------------ | ------------------------------------------ |
| 10月8日                        | 第1戦 | テキサス・レンジャーズ   | 5-3    | トロント・ブルージェイズ | ロジャーズ・センター                       |
| 10月9日                        | 第2戦 | テキサス・レンジャーズ   | 6-4    | トロント・ブルージェイズ | ロジャーズ・センター                       |
| 10月11日                       | 第3戦 | トロント・ブルージェイズ | 5-1    | テキサス・レンジャーズ   | グローブライフ・パーク・イン・アーリントン |
| 10月12日                       | 第4戦 | トロント・ブルージェイズ | 8-4    | テキサス・レンジャーズ   | グローブライフ・パーク・イン・アーリントン |
| 10月14日                       | 第5戦 | テキサス・レンジャーズ   | 3-6    | トロント・ブルージェイズ | ロジャーズ・センター                       |
| 勝者：トロント・ブルージェイズ |       |                          |        |                          |                                            |

##### ナショナルリーグ
- シカゴ・カブス 3勝1敗 セントルイス・カージナルス

| 日付                 | 試合  | ビジター球団（先攻）       | スコア | ホーム球団（後攻）         | 開催球場             |
| -------------------- | ----- | -------------------------- | ------ | -------------------------- | -------------------- |
| 10月9日              | 第1戦 | シカゴ・カブス             | 0-4    | セントルイス・カージナルス | ブッシュ・スタジアム |
| 10月10日             | 第2戦 | シカゴ・カブス             | 6-3    | セントルイス・カージナルス | ブッシュ・スタジアム |
| 10月12日             | 第3戦 | セントルイス・カージナルス | 6-8    | シカゴ・カブス             | リグレー・フィールド |
| 10月13日             | 第4戦 | セントルイス・カージナルス | 4-6    | シカゴ・カブス             | リグレー・フィールド |
| 勝者：シカゴ・カブス |       |                            |        |                            |                      |

- ニューヨーク・メッツ 3勝2敗 ロサンゼルス・ドジャース

| 日付                       | 試合  | ビジター球団（先攻）     | スコア | ホーム球団（後攻）       | 開催球場             |
| -------------------------- | ----- | ------------------------ | ------ | ------------------------ | -------------------- |
| 10月9日                    | 第1戦 | ニューヨーク・メッツ     | 3-1    | ロサンゼルス・ドジャース | ドジャー・スタジアム |
| 10月10日                   | 第2戦 | ニューヨーク・メッツ     | 2-5    | ロサンゼルス・ドジャース | ドジャー・スタジアム |
| 10月12日                   | 第3戦 | ロサンゼルス・ドジャース | 7-13   | ニューヨーク・メッツ     | シティ・フィールド   |
| 10月13日                   | 第4戦 | ロサンゼルス・ドジャース | 3-1    | ニューヨーク・メッツ     | シティ・フィールド   |
| 10月15日                   | 第5戦 | ニューヨーク・メッツ     | 3-2    | ロサンゼルス・ドジャース | ドジャー・スタジアム |
| 勝者：ニューヨーク・メッツ |       |                          |        |                          |                      |

#### リーグチャンピオンシップシリーズ

##### アメリカンリーグ
| 日付                                                                         | 試合  | ビジター球団（先攻）       | スコア | ホーム球団（後攻）         | 開催球場               |
| ---------------------------------------------------------------------------- | ----- | -------------------------- | ------ | -------------------------- | ---------------------- |
| 10月16日                                                                     | 第1戦 | トロント・ブルージェイズ   | 0-5    | カンザスシティ・ロイヤルズ | カウフマン・スタジアム |
| 10月17日                                                                     | 第2戦 | トロント・ブルージェイズ   | 3-6    | カンザスシティ・ロイヤルズ | カウフマン・スタジアム |
| 10月19日                                                                     | 第3戦 | カンザスシティ・ロイヤルズ | 8-11   | トロント・ブルージェイズ   | ロジャーズ・センター   |
| 10月20日                                                                     | 第4戦 | カンザスシティ・ロイヤルズ | 14-2   | トロント・ブルージェイズ   | ロジャーズ・センター   |
| 10月21日                                                                     | 第5戦 | カンザスシティ・ロイヤルズ | 1-7    | トロント・ブルージェイズ   | ロジャーズ・センター   |
| 10月23日                                                                     | 第6戦 | トロント・ブルージェイズ   | 3-4    | カンザスシティ・ロイヤルズ | カウフマン・スタジアム |
| 優勝：カンザスシティ・ロイヤルズ（2年ぶり4回目） MVP：アルシデス・エスコバー |       |                            |        |                            |                        |

##### ナショナルリーグ
| 日付                                                                  | 試合  | ビジター球団（先攻） | スコア | ホーム球団（後攻）   | 開催球場             |
| --------------------------------------------------------------------- | ----- | -------------------- | ------ | -------------------- | -------------------- |
| 10月17日                                                              | 第1戦 | シカゴ・カブス       | 2-4    | ニューヨーク・メッツ | シティ・フィールド   |
| 10月18日                                                              | 第2戦 | シカゴ・カブス       | 1-4    | ニューヨーク・メッツ | シティ・フィールド   |
| 10月20日                                                              | 第3戦 | ニューヨーク・メッツ | 5-2    | シカゴ・カブス       | リグレー・フィールド |
| 10月21日                                                              | 第4戦 | ニューヨーク・メッツ | 5-2    | シカゴ・カブス       | リグレー・フィールド |
| 優勝：ニューヨーク・メッツ（15年ぶり5回目） MVP：ダニエル・マーフィー |       |                      |        |                      |                      |

### ワールドシリーズ
| 日付                                                                | 試合  | ビジター球団（先攻）       | スコア | ホーム球団（後攻）         | 開催球場               |
| ------------------------------------------------------------------- | ----- | -------------------------- | ------ | -------------------------- | ---------------------- |
| 10月27日                                                            | 第1戦 | ニューヨーク・メッツ       | 4－5x  | カンザスシティ・ロイヤルズ | カウフマン・スタジアム |
| 10月28日                                                            | 第2戦 | ニューヨーク・メッツ       | 1－7   | カンザスシティ・ロイヤルズ | カウフマン・スタジアム |
| 10月30日                                                            | 第3戦 | カンザスシティ・ロイヤルズ | 3－9   | ニューヨーク・メッツ       | シティ・フィールド     |
| 10月31日                                                            | 第4戦 | カンザスシティ・ロイヤルズ | 5－3   | ニューヨーク・メッツ       | シティ・フィールド     |
| 11月01日                                                            | 第5戦 | カンザスシティ・ロイヤルズ | 7－2   | ニューヨーク・メッツ       | シティ・フィールド     |
| 優勝：カンザスシティ・ロイヤルズ（2回目） MVP：サルバドール・ペレス |       |                            |        |                            |                        |

## 個人タイトル

### アメリカンリーグ
| 項目       | 選手                         | 記録 |
| ---------- | ---------------------------- | ---- |
| 首位打者   | ミゲル・カブレラ (DET)       | .338 |
| 最多本塁打 | クリス・デービス (BAL)       | 47   |
| 最多打点   | ジョシュ・ドナルドソン (TOR) | 123  |
| 最多盗塁   | ホセ・アルトゥーベ (HOU)     | 38   |

| 項目           | 選手                            | 記録 |
| -------------- | ------------------------------- | ---- |
| 最多勝利       | ダラス・カイケル (HOU)          | 20   |
| 最優秀防御率   | デビッド・プライス (DET→TOR)    | 2.45 |
| 最多奪三振     | クリス・セール (CWS)            | 274  |
| 最多セーブ投手 | ブラッド・ボックスバーガー (TB) | 41   |

### ナショナルリーグ
| 項目       | 選手                     | 記録 |
| ---------- | ------------------------ | ---- |
| 首位打者   | ディー・ゴードン (MIA)   | .333 |
| 最多本塁打 | ノーラン・アレナド (COL) | 42   |
| 最多本塁打 | ブライス・ハーパー (WAS) | 42   |
| 最多打点   | ノーラン・アレナド (COL) | 130  |
| 最多盗塁   | ディー・ゴードン (MIA)   | 58   |

| 項目           | 選手                         | 記録 |
| -------------- | ---------------------------- | ---- |
| 最多勝利       | ジェイク・アリエータ (CHC)   | 22   |
| 最優秀防御率   | ザック・グレインキー (LAD)   | 1.66 |
| 最多奪三振     | クレイトン・カーショー (LAD) | 301  |
| 最多セーブ投手 | マーク・マランソン (PIT)     | 51   |

## 表彰

### 全米野球記者協会（BBWAA）表彰
| 表彰         | アメリカンリーグ              | ナショナルリーグ            |
| ------------ | ----------------------------- | --------------------------- |
| MVP          | ジョシュ・ドナルドソン（TOR） | ブライス・ハーパー（WSH）   |
| サイヤング賞 | ダラス・カイケル（HOU）       | ジェイク・アリエータ（CHC） |
| 最優秀新人賞 | カルロス・コレア（HOU）       | クリス・ブライアント（CHC） |
| 最優秀監督賞 | ジェフ・バニスター（TEX）     | ジョー・マドン（CHC）       |

### ゴールドグラブ賞
| ゴールドグラブ賞 | ゴールドグラブ賞       | ゴールドグラブ賞 | ゴールドグラブ賞           | ゴールドグラブ賞 |
|                  | アメリカンリーグ       | アメリカンリーグ | ナショナルリーグ           | ナショナルリーグ |
| ---------------- | ---------------------- | ---------------- | -------------------------- | ---------------- |
| 投手             | ダラス・カイケル       | HOU              | ザック・グレインキー       | LAD              |
| 捕手             | サルバドール・ペレス   | KC               | ヤディアー・モリーナ       | STL）            |
| 一塁手           | エリック・ホズマー     | KC               | ポール・ゴールドシュミット | ARI              |
| 二塁手           | ホセ・アルトゥーベ     | HOU              | ディー・ゴードン           | MIA              |
| 三塁手           | マニー・マチャド       | BAL              | ノーラン・アレナド         | COL              |
| 遊撃手           | アルシデス・エスコバー | KC               | ブランドン・クロフォード   | SF）             |
| 左翼手           | ヨエニス・セスペデス   | DET              | スターリング・マルテ       | PIT              |
| 中堅手           | ケビン・キアマイアー   | TB               | A.J.ポロック               | ARI              |
| 右翼手           | コール・カルフーン     | LAA              | ジェイソン・ヘイワード     | STL              |

### シルバースラッガー賞
| シルバースラッガー賞 | シルバースラッガー賞   | シルバースラッガー賞 | シルバースラッガー賞       | シルバースラッガー賞 |
| 守備位置             | アメリカンリーグ       | アメリカンリーグ     | ナショナルリーグ           | ナショナルリーグ     |
| -------------------- | ---------------------- | -------------------- | -------------------------- | -------------------- |
| 投手                 | -                      | -                    | マディソン・バンガーナー   | SF                   |
| 捕手                 | ブライアン・マッキャン | NYY                  | バスター・ポージー         | SF                   |
| 一塁手               | ミゲル・カブレラ       | DET                  | ポール・ゴールドシュミット | ARI                  |
| 二塁手               | ホセ・アルトゥーベ     | HO U                 | ディー・ゴードン           | MIA                  |
| 三塁手               | ジョシュ・ドナルドソン | TOR                  | ノーラン・アレナド         | COL                  |
| 遊撃手               | ザンダー・ボガーツ     | BOS                  | ブランドン・クロフォード   | SF                   |
| 外野手               | マイク・トラウト       | LAA                  | ブライス・ハーパー         | WSH                  |
| 外野手               | ネルソン・クルーズ     | SEA                  | アンドリュー・マカッチェン | PIT                  |
| 外野手               | J・D・マルティネス     | DET                  | カルロス・ゴンザレス       | COL                  |
| 指名打者             | ケンドリス・モラレス   | KC                   | -                          | -                    |

### その他表彰
| 表彰                   | アメリカンリーグ              | ナショナルリーグ                  |
| ---------------------- | ----------------------------- | --------------------------------- |
| ハンク・アーロン賞     | ジョシュ・ドナルドソン（TOR） | ブライス・ハーパー（WSH）         |
| ロベルト・クレメンテ賞 |                               | アンドリュー・マカッチェン（PIT） |
| カムバック賞           | プリンス・フィルダー（TEX）   | マット・ハービー（NYM）           |

### アメリカ野球殿堂入り表彰者
BBWAA投票 
- ランディ・ジョンソン
- ジョン・スモルツ
- クレイグ・ビジオ
- ペドロ・マルティネス

## 引退
- 10月19日 - バリー・ジト[119]
- 10月26日 - トリー・ハンター[120]
- 11月05日 - アラミス・ラミレス[121]
- 11月29日 - マイク・ヘスマン[122]